# Xenopus laevis

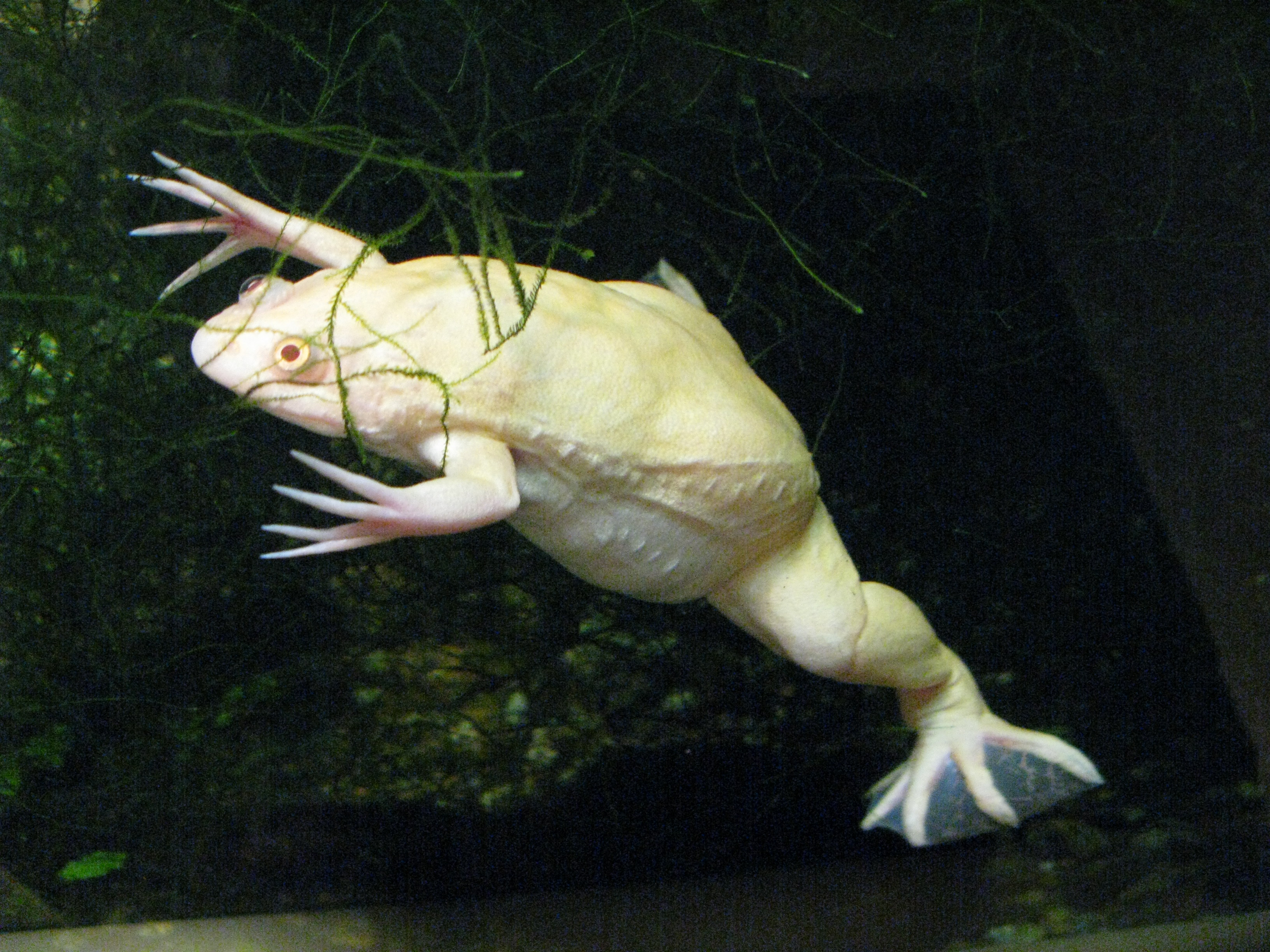
Esemplare albino

Lo xenopo liscio o platanna (Xenopus laevis Daudin, 1802) è una rana acquatica appartenente alla famiglia Pipidae, endemica dell'Africa australe. È un importante organismo modello negli studi di biologia evolutiva dello sviluppo.

## Descrizione

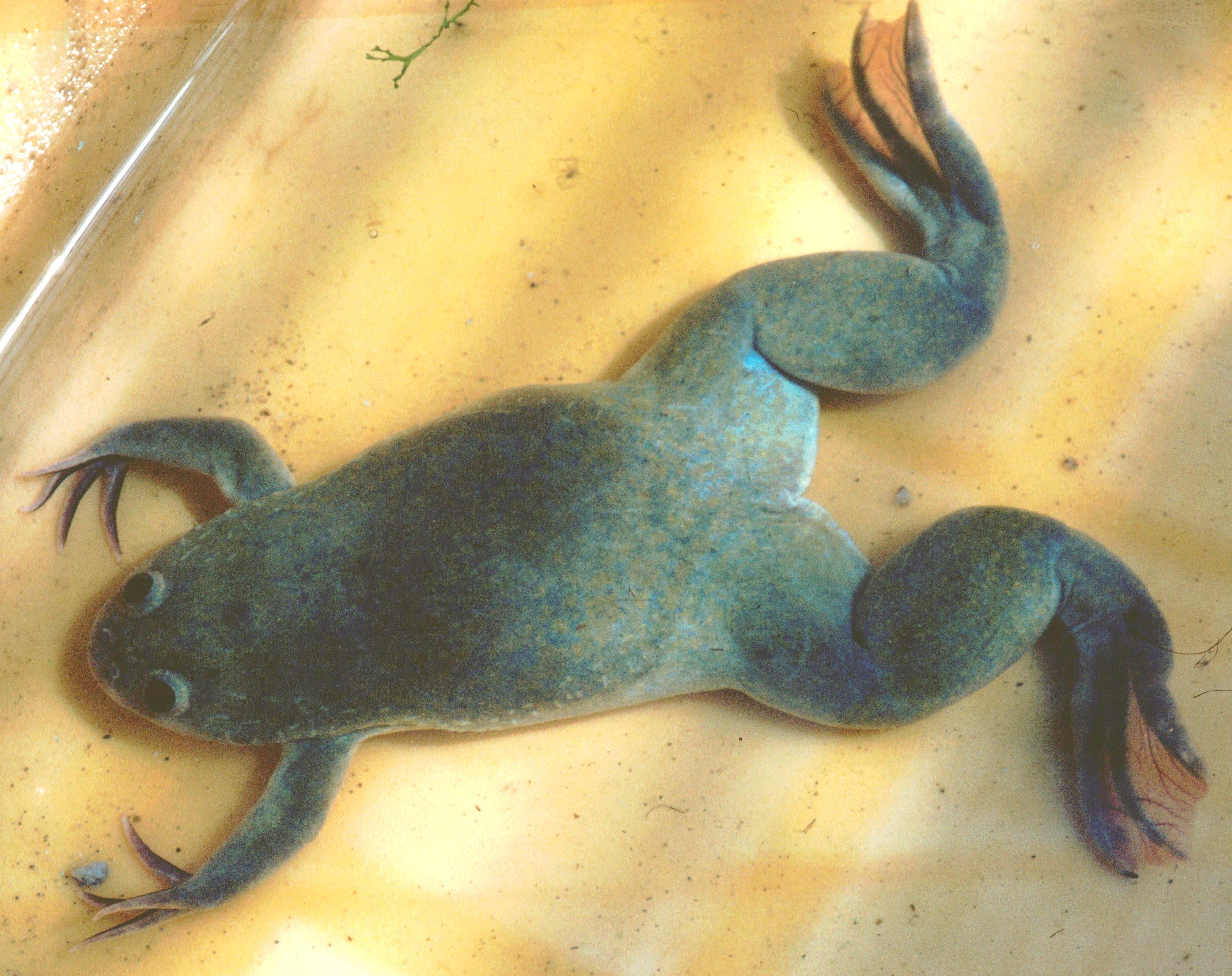

I maschi di X. laevis sono lunghi 5–6 cm e raggiungono un peso di circa 60 g, mentre le femmine raggiungono i 10–12 cm e i 200 g.

La pelle è liscia e presenta una colorazione variegata dal grigio al verde oliva sul dorso, mentre il ventre è biancastro con sfumature giallastre. Sono state descritte forme albine, prive di pigmentazione.

Il corpo è appiattito e la testa di forma triangolare. Sono privi di lingua e di dentatura, e le orecchie esterne sono anch'esse assenti. Nei maschi manca il sacco vocale. Gli occhi, piccoli e situati nella parte anteriore del capo, sono privi di palpebre. Gli arti anteriori sono piccoli e non palmati, mentre le zampe posteriori sono grandi e palmate e sulle falangi distali delle prime tre dita sono presenti dei piccoli artigli.

## Biologia
Queste rane passano la maggior parte del loro ciclo vitale in acqua, che abbandonano solo nei periodi di siccità e sono notturne. Quando si verifica un periodo di siccità, possono ricorrere a due possibili strategie: alle volte si scavano una tana nel fango di essiccazione, ove possono sopravvivere fino ad un anno senza cibo; in altre occasioni possono migrare alla ricerca di nuove pozze stagionali. È importante in biologia evolutiva in quanto possiede in tre dita dell'arto posteriore, l'ultima falange rivestita di pelle molto corneificata. Questo astuccio corneo può essere considerato un primordio di unghia..

### Alimentazione
La loro dieta si basa quasi completamente sulla predazione di organismi acquatici, in prevalenza crostacei (copepodi e cladoceri), insetti nectonici (efemerotteri, zigotteri e anisotteri) e bentonici (chironomidi e ceratopogonidi). Una quota inferiore della dieta deriva da animali terrestri caduti accidentalmente in acqua e da cannibalismo nei confronti di uova e larve di altre specie di anfibi.

### Riproduzione
L'accoppiamento può avvenire durante tutto l'anno, più comunemente in primavera; sono stati documentati sino a quattro cicli riproduttivi per anno.

I maschi emettono il loro richiamo di accoppiamento prevalentemente durante le ore serali. La mancanza del sacco vocale è sopperita da rapide contrazioni dei muscoli laringei, che producono un richiamo caratterizzato dalla alternanza di trilli lunghi e corti. Le femmine possono rispondere al richiamo sia con un canto di consenso  sia con un canto di rifiuto, comportamento assolutamente inusuale tra gli anfibi. Ottenuto il consenso della femmina il maschio la cinge per la vita (amplesso pelvico) e dà inizio all'accoppiamento.

Dopo l'accoppiamento la femmina depone centinaia di uova, attaccandole, singolarmente o in piccoli gruppi, a piante acquatiche, rocce o altre strutture bentoniche. Dalle uova si sviluppano i girini che completano il loro sviluppo in 6-8 settimane.

## Distribuzione e habitat
L'areale della specie va dall'Angola meridionale alla provincia del Capo in Sudafrica, comprendendo Zambia, Malawi, Mozambico, Zimbabwe, Botswana, Namibia, Lesotho e Swaziland. Esiste inoltre una sottospecie X. laevis sudanensis (da alcuni considerata al rango di specie a sé stante) con un areale disgiunto che comprende Nigeria, Camerun, Repubblica Centrafricana e Repubblica Democratica del Congo.

A causa del grande utilizzo come animali da laboratorio e da acquario, si sono diffuse in alcuni stati degli Stati Uniti d'America meridionali (California, Arizona), in Messico, in Cile, in Galles, in Francia e, recentemente, in Italia (Sicilia). La popolazione siciliana risulta avere un areale particolarmente ampio, ben più ampio di quello della popolazione francese (considerata fino a qualche anno fa la più estesa in Europa): i censimenti condotti negli ultimi anni hanno evidenziato un'estensione di circa 225 km² che include le valli del fiume Jato e del Belice; la specie è rinvenibile inoltre in un grande invaso artificiale e in numerosi stagni agricoli del territorio limitrofo.  Ha dimostrato di avere notevole capacità invasiva e influenze negative sulla riproduzione di Specie locale di anfibi tra cui Hyla intermedia, Discoglossus pictus e Pelophylax hispanicus.

## Xenopus laevisnella ricerca

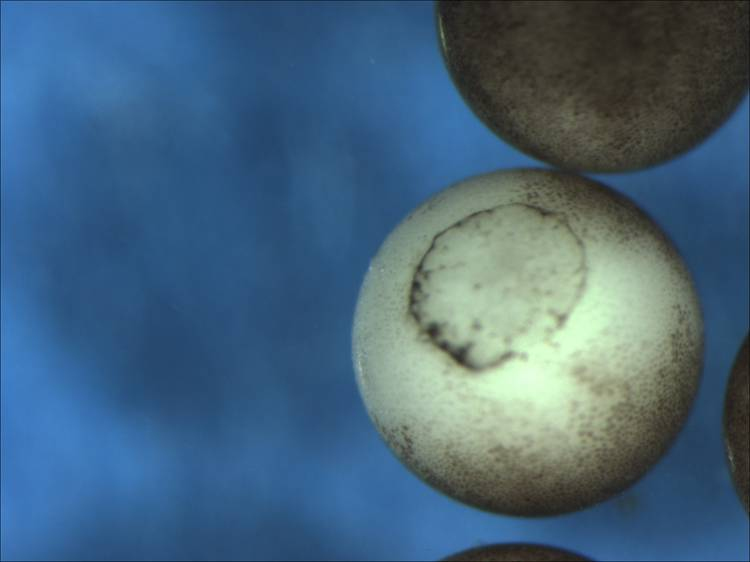
Embrione di X. laevis

X. laevis  è un importante organismo modello in biologia evolutiva dello sviluppo. È stato uno dei primi vertebrati ad essere clonato, nel 1958 da John Bertrand Gurdon (premio Nobel per la Medicina e la Fisiologia nel 2012 insieme al giapponese Shinya Yamanaka) e collaboratori.
Raggiunge la maturità sessuale in 1-2 anni e, come la maggior parte delle specie del suo genere, ha un corredo cromosomico tetraploide (numero cromosomico 2n=36 ) e ha embrioni di grandi dimensioni, in grado di svilupparsi "in vitro" in una semplice soluzione salina.

X. laevis è stato utilizzato per uno dei primi test di gravidanza, attualmente obsoleto: la gonadotropina corionica (HCG) contenuta nell'urina delle donne gravide è infatti in grado di indurre la deposizione di uova nella femmina adulta di X. laevis. Oggigiorno tale proprietà viene utilizzata a fini di ricerca, per stimolare l'accoppiamento negli animali da laboratorio.
Gli oociti di X. laevis sono spesso usati in biologia molecolare per studiare l'espressione del DNA o del mRNA in un sistema controllato..
Alcuni esemplari di X. laevis erano presenti sullo Space Shuttle Endeavour lanciato in orbita il 12 settembre del 1992, al fine di studiare le possibilità di accoppiamento e gestazione in assenza di gravità.
Studi condotti sui girini di X. laevis hanno consentito di dimostrare che gli endocannabinoidi, e in particolare, l'endocannabinoide 2-arachidonoilglicerolo (2-AG), modulano l'attività dei neuroni sensoriali dell'epitelio olfattivo.  Il 2-AG, sintetizzato sia dalle cellule neuronali che da quelle della glia, controlla la soglia olfattiva tramite l'attivazione del recettore cannabinoide CB(1), influenzando i comportamenti di ricerca del cibo.
Gli esemplari adulti di X. laevis sono infine utilizzati come modello per gli studi sulla chitridiomicosi, una malattia della pelle letale, causata dal fungo chitride Batrachochytrium dendrobatidis, che affligge le popolazioni di anfibi in molte parti del mondo.

### Modello per lo studio della apoptosi
La rana acquatica Xenopus laevis serve anche come modello ideale per lo studio del meccanismo della apoptosi. Infatti lo iodio e la tiroxina  stimolano la spettacolare apoptosi delle cellule larvali delle branchie, della coda e delle pinne dei girini durante la metamorfosi degli anfibi, e inoltre stimolano anche la evoluzione del loro sistema nervoso trasformando il girino acquatico e vegetariano in rana carnivora.